# قسم جهاد الريفي
قسم جهاد الريفي (بالإنجليزية: Jahad Rural District)‏ هي قسم تقع في إيران في مقاطعة الحميدية. يقدر عدد سكانها بـ 6,756 نسمة .